# Épifaune
Pour un article plus général, voir Faune (biologie).

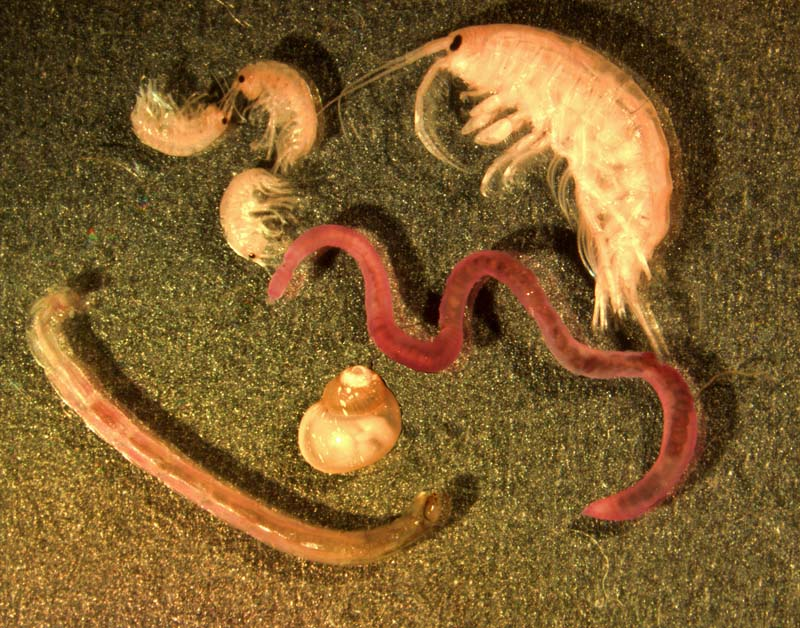
Exemples d'organismes benthiques appartenant à l'épifaune et l'endofaune.

L’épifaune est le nom de la biologie des animaux aquatiques de fond, benthos, vivant dans une eau douce ou salée, ainsi que des animaux terrestres vivant sur la végétation, voire sur un autre animal.
L'épifaune est adaptée à vivre en surface de substrats vivants.
L'épifaune existe en forêt où elle ocuppe les strates muscinale et fongique, herbacée, arbustive et arborescente.
Cette faune est en quelque sorte l'équivalent animal de la flore épiphyte (vivant à la surface d'une plante). D'ailleurs, les épiphytes constituent des écosystèmes suspendus fournissant un habitat très particulier à leur faune (qualifiée d'épifaune comme celle vivant dans la canopée). Bien qu'il s'agisse de plantes qui se développent sur d'autres de façon à bénéficier du soleil, ce ne sont pas des parasites car les épiphytes ne se nourrissent pas de leur support. Feuilles mortes et débris s'accumulent à leur base autour de leurs racines et forment un humus dans lequel prospère une multitude d'invertébrés. Beaucoup d'épiphytes constituent des niches écologiques pour des fourmis. En outre, les feuilles courbées et imbriquées en rosettes de nombreux épiphytes retiennent l'eau et forment autant de minuscules mares. Ces « pièges à eau » deviennent des refuges pour certaines larves aquatiques d'insectes comme les moustiques, des insectes aquatiques, le plus souvent de petits coléoptères, et d'autres petites créatures aquatiques comme des amphibiens. Des grenouilles y déposent leurs œufs, et les têtards vivent dans l'eau jusqu'à ce qu'ils deviennent adultes.
L'épifaune et l'épiflore constituent collectivement l'épibiote (epibiota en anglais).
L'endofaune est inféodée aux substrats meubles.
On parle d'épifaune pour les animaux vivant à la surface du sédiment, d’endofaune pour ceux vivant à l'intérieur. Par extension, on parle d'épifaune et d'endofaune pour les animaux vivant sur ou à l'intérieur d'un animal benthique. L'épifaune et l'épiflore benthiques constituent l'épibenthos. 
Beaucoup ont un mode de vie sédentaire. Certains sont fixes, ils ont souvent une fonction de filtrage, tandis que d'autres sont mobiles, marcheurs ou nageurs (par exemple, les arthropodes). Les escargots et bigorneaux tels que Littorina littorea appartiennent aussi à l'épifaune.
Certains animaux assurent leur sédentarité en perçant eux-mêmes leur propre trou, comme le bicoque Barnea candida (en) et le ver Teredo navalis. Dans d'autres cas, l'animal est fixé au substrat, comme Sessilia (Balanomorpha), Anomia ephippium et la Moule commune.
L'ectofaune épizoaire, qui vit à la surface d'un animal, est une autre forme d'épifaune.
L’épifaune édaphique – ou l’épiédaphon pour la pédofaune – et l’épifaune benthique – ou l’épibenthos pour le plancton – désignent les animaux qui vivent à la surface du sol (ou du fond marin, ou des objets posés sur ce fond).
Celle benthique peut faire partie de la faune démersale, contrairement à l'endofaune qui serait enfoncée dans le sédiment.
L’épifaune pélagique – ou l’épipélagos pour le plancton et le necton – désigne les animaux qui vivent près de la surface des eaux.